# Кейтерем, Этель
Эте́ль Мэй Ке́йтерем (англ. Ethel May Caterham; род. 21 августа 1909, Шиптон-Беллинджер, Гэмпшир) — британская супердолгожительница, чей возраст подтверждён Группой геронтологических исследований. После смерти Ины Канабарро Лукас 30 апреля 2025 года является старейшим живущим человеком в мире. Кейтерем также является старейшим жителем Великобритании в истории, а также последним живым человеком, родившимся до 1910 года. Её возраст составляет 115 лет 333 дня.

## Биография
Этель Мэй Кейтерем (урожд. Коллинз) родилась 21 августа 1909 года в Шиптон-Беллинджере (Хэмпшир) и была седьмым ребёнком в семье из восьми детей. Её старшая сестра, Глэдис Мод Бабилас (1897—2002), умерла в возрасте 104 лет.
В 1927 году в возрасте 18 лет Этель отправилась в Британскую Индию, где в течение трёх лет работала au pair в британской семье.
В 1931 году Этель на званом обеде познакомилась с Норманом Кейтеремом, который был майором британской армии. Они поженились в январе 1933 года и у них было две дочери. Её муж умер в июне 1976 года в возрасте 71 года.
Кейтерем водила автомобиль до 97 лет, а в возрасте более 100 лет играет в бридж.
В августе 2019 года королева Елизавета II отправила ей поздравительную телеграмму в честь её 110-летнего юбилея. Она получала от королевы поздравительные телеграммы в честь своего столетия (август 2009 года) и в честь 105-летия (август 2014 года).
В 2020 году в возрасте 110 лет заболела COVID-19, но выздоровела, став одним из старших по возрасту людей, выздоровевших после болезни. После смерти Ины Канабарро Лукас 30 апреля 2025 года Кейтерем стала старейшим живущим человеком в мире. 

## Рекорды долголетия
- 17 января 2019 года Этель стала старейшим известным живым человеком в Суррее, после смерти 109-летней Кей Херли.
- 8 сентября 2022 года, после смерти королевы Елизаветы II, Кейтерем стала одним из двух людей в Соединённом Королевстве, вместе с Роуз Итон, которые были подданными как Эдуарда VII, так и Карла III.
- 7 октября 2022 года, после смерти Роуз Итон, стала последним живым человеком в Соединённом Королевстве, родившимся в десятилетие 1900-х годов, а также последним выжившим британским подданным Эдуарда VII[5].
- 22 января 2022 года, после смерти Молли Уокер, стала старейшей живущей жительницей Великобритании[5].
- 17 января 2023 года, после смерти Люсиль Рандон, стала 2-й по старшинству старейшей живущей жительницей Европы после Марии Браньяс Мореры.
- 13 марта 2023 года, после смерти Ады Томпсон, она стала последним известным выжившим британцем, родившимся до 1911 года.
- 22 февраля 2024 года стала 6-м старейшим живущим жителем мира.
- 23 марта 2024 года вошла в число 100 старейших верифицированных людей в истории.
- 19 августа 2024 года, после смерти Марии Браньяс Мореры, стала старейшей живущей жительницей Европы, и 4-й в мире.
- 21 августа 2024 года стала 3-м жителем Великобритании и 73-м человеком в истории, отметившим своё 115-летие.
- 27 августа 2024 года стала последним живым человеком Европы, родившимся в десятилетии 1900-х годов, после смерти Шарлотты Кречманн.
- 13 сентября 2024 года, после смерти Мэри Флоренс Уокер, она стала последним живым британцем, родившимся до 1912 года.
- 22 октября 2024 года, после смерти Элизабет Фрэнсис, стала 3-м старейшим живущим человеком в мире.
- 29 декабря 2024 года, после смерти Томико Итооки, стала 2-м старейшим живущим человеком в мире.
- 21 января 2025 года вошла в число 50 старейших верифицированных людей в истории.
- 6 апреля 2025 года стала самым старым жителем Великобритании в истории, сравнявшись в возрасте с Шарлоттой Хьюз в 115 лет 228 дней.
- 26 апреля 2025 года, после смерти Окаги Хаяси, стала последним ныне живущим человеком, родившимся в 1909 году.
- 30 апреля 2025 года, после смерти Ины Канабарро Лукас, стала старейшим ныне живущим человеком, а также последним выжившим подтвержденным человеком, родившимся в десятилетие 1900-х годов.
- 24 апреля/1 мая 2025 года вошла в число 40 старейших верифицированных людей в истории.